# Helmut Matura
Helmut Matura (ur. 1941, zm. 2011) – polski malarz naiwny, od 1989 kierował Grupą Janowską.
W latach 50. XX wieku uczęszczał na zajęcia w zespole plastycznym przy kopalni "Wieczorek". Uczęszczał do  Liceum Plastycznego w Krakowie. Następnie podjął pracę w kopalni "Wieczorek" jako górnik. W 1985 przeszedł na emeryturę i powrócił do Grupy Janowskiej, a od 1989 był jej kierownikiem. Wykonywał obrazy olejne, akwarelę i grafikę. Ulubionym tematem malarza był pejzaż zwłaszcza przemysłowy. Brał udział w wielu wystawach w kraju i za granicą i współpracował z Galerią "Art-Ballauf" w Niemczech oraz z Beskidzką Galerią Sztuki. W 2008 roku podczas "Jarmarku Sztuki" w ramach  Międzynarodowego Festiwalu Sztuki Naiwnej  na rynku w Nikiszowcu zaprezentował swe prace i brał udział w plenerze malarskim. Zmarł w październiku 2011 roku.

## Wybrane prace
- "Czynszówka"
- "Na balkonie"
- "Nawiady o świcie"
- "Temat z płotem"
- "Widok z okna pracowni I"

## Nagrody
- I nagroda na poplenerowych wystawach "Nikiszowiec" 86 i 87
- I nagroda Galerii "Kowadło" w Katowicach 1086
- I nagroda w poplenerowej wystawie "Wesoła" 87
- I nagroda w konkursie "Śląsk Współczesny" w Mysłowicach 1987
- II nagroda na V Ogólnopolskim Przeglądzie Twórczości Górniczej w Katowicach – 1987
- Wyróżnienie honorowe na XXIII Rudzkiej Jesieni – 1989
- II nagroda na Ogólnopolskiej Wystawie Gwarectw Węglowych "Polańczyk 1995"
- III nagroda w konkursie im. Pawła Wróbla Szopienice 95
- Wyróżnienie w I Wojewódzkim Przeglądzie Społecznego Ruchu Artystycznego – plastyka "Talent -Pasja – Intuicja – Katowice 1995
- I nagroda na XXXII Rudzkiej Jesieni 1998
- I nagroda w VII Konkursie Malarstwa Nieprofesjonalnego im. Ignacego Bieńka – Miejski Dom Kultury – Dom Kultury Włókniarzy – Bielsko-Biała – 2001
- III nagroda w IX Konkursie Malarstwa Nieprofesjonalnego im. Ignacego Bieńka – Bielsko-Biała – 2003